# Capella de les Germanes Carmelites
La Capella de les Germanes Carmelites és una capella quasi desafectada de Calonge (Baix Empordà). És un monument protegit com a bé cultural d'interès local.

## Descripció
El conjunt consta de tres parts: el convent, la capella i el claustre. La capella, la part més interessant, és d'una sola nau dividida en tres trams per arcs formers sostinguts per mènsules i absis poligonal. La coberta és de volta de canó. El primer tram serveix de cor i té la barana de fusta que es perllonga al costat dret en una galeria, sota la qual trobem un passadís lateral separat de la nau per dues arcades de mig punt. Les úniques obertures són la finestra de l'altar i les dues de la façana amb vitralls. El parament és arrebossat simulant carreus. A l'exterior només veiem la façana entre mitgeres. El cos inferior té una gran porta rectangular i el superior les 2 finestres bessones d'arc de mig punt. L'edifici queda rematat per un fris apuntat decorat amb esgrafiats i dos cossos cúbics sostenint florons. El parament és de franges bicolors de maons i d'arrebossat gris.

## Història
L'any 1894 Doña Dominga Juera i Patxot (1828-1900) demana a l'Institut de les Carmelites de la Caritat que s'instal·li a Calonge per fundar-hi una escola per a noies. La protectora compra una casa al carrer Major i el 3 de novembre arriben 5 germanes. Però aviat cal una ampliació i es compren els terrenys propers. Les obres les dirigeix un mestre d'obres de Sant Feliu de Guíxols, Pere Pascual i Bagué. El dia 25 d'abril es demana autorització per aixecar la capella. El 6 de novembre de 1895 comencen les obres i el 15 de juliol de l'any següent té lloc la inauguració i benedicció. Durant la Setmana Tràgica s'abandona el convent i es destrueix l'interior i les imatges. El 1910 s'obre una subscripció pública per a la restauració i poc després tornen les monges. El col·legi té una transcendència especial durant els anys de la postguerra. Les monges que continuaran la seva tasca fins al 1973. Després de la transició democràtica, l'augment del prestigi de l'ensenyament públic organitzat per la Generalitat, l'opció per a la coeducació i la baixa de les vocacions van accelerar l'ocàs de l'ensenyament religiós.
Avui serveix de parvulari però hi ha un litigi entre el bisbat i l'ajuntament per la propietat. Només s'utilitzen dues aules i el pati, la resta està abandonat. La capella s'obre únicament el dia de la Mare de Déu del Carme.